# Гришко, Михаил Иванович
Михаил Иванович Гришко — первый заместитель генерального директора — заместитель Генерального конструктора АО ВПК «НПО машиностроения» по космической тематике, Лауреат Премии Правительства России.
Родился 26 ноября 1945 года во Владивостоке.
В 1969 году окончил Ленинградский электротехнический институт им. В. И. Ульянова (Ленина) по специальности «радиотехника».
В 1969—1978 гг. инженер, ведущий инженер в Государственном оптическом институте им. С. И. Вавилова (Ленинград).
В НПО машиностроения работает с 1978 года в должностях от ведущего инженера до первого заместителя генерального директора.
Заслуженный испытатель космической техники. Лауреат Премии Правительства РФ, награжден медалями.
За личный творческий вклад в реализацию космических программ и проектов, многолетний добросовестный труд и по итогам работы за год приказом Руководителя Федерального космического агентства от 8 декабря 2015 года № 294к награждён Знаком Циолковского.